# Adrian Pereira
Adrian Nilsen Pereira (* 31. August 1999 in Stavanger) ist ein norwegischer Fußballspieler, der aktuell für Rosenborg Trondheim spielt.

## Karriere

### Verein
Der aus einer Fußballfamilie stammende Adrian Pereira – sein Vater Thomas spielte selbst Fußball, auch sein Bruder Jonas ist als Fußballer aktiv – begann mit dem Fußballspielen bei Stavanger IF und wechselte später in den Nachwuchs von Viking Stavanger. In seiner ersten Profisaison – der Spielzeit 2017 – kam er jeweils einmal als Einwechselspieler im norwegischen Pokal und in der Liga zum Einsatz, dabei war sein Einsatz im Pokalwettbewerb am 26. April 2017 beim 4:1-Sieg gegen den Amateurverein Riska FK sein erster Pflichtspieleinsatz für die erste Mannschaft. Viking Stavanger stieg zum Saisonende in die zweite Liga ab, dabei blieb Pereira im norwegischen Unterhaus ohne Einsatz und kam lediglich für die Jugend und für die Reserve zum Einsatz. Nach dem direkten Wiederaufstieg kam er regelmäßig zum Einsatz. Dabei gelang ihm am 18. August 2019 beim 4:0-Heimsieg gegen Strømsgodset IF sein erstes Tor in der höchsten norwegischen Spielklasse. Mit dem fünften Tabellenplatz schaffte Viking Stavanger den Klassenerhalt und gewann zudem den norwegischen Pokal, nachdem im Finale FK Haugesund mit 1:0 geschlagen wurde.
2020 wechselte er zu PAOK Thessaloniki. Nach einem Jahr ging er zu Rosenborg Trondheim.

### Nationalmannschaft
Am 7. Juni 2019 debütierte Adrian Pereira beim 1:3 im Testspiel in Helsingborg gegen Schweden für die U21-Nationalmannschaft Norwegens.